# Breitenwang

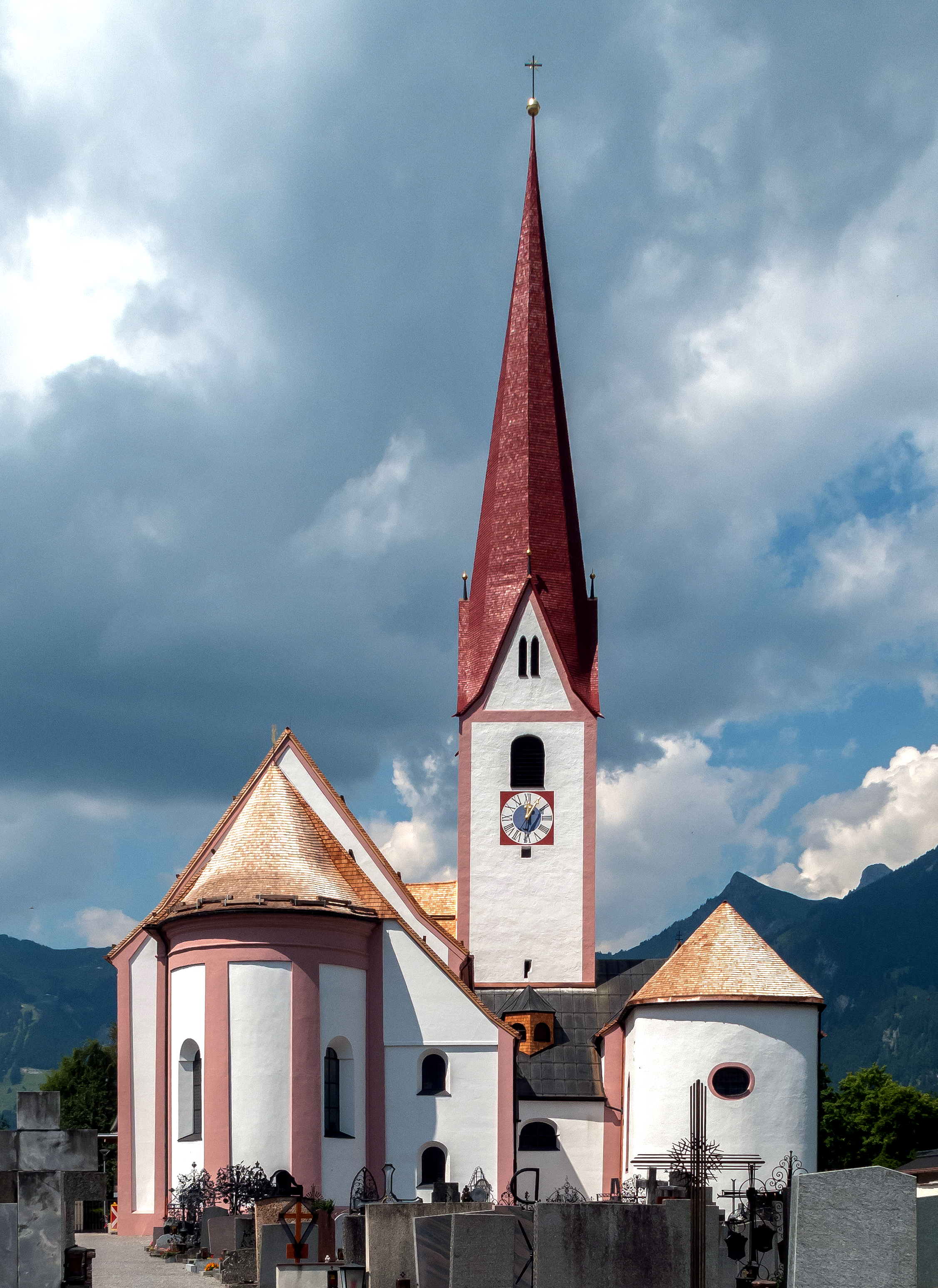
L'église paroissiale de Breitenwang : Dekanatskirche Heilige Petrus und Paulus.

Breitenwang est une commune autrichienne, située dans le Tyrol dans le district de Reutte, de plus il s'agit d'une station de sports d'hiver qui propose entre autres le ski de fond.
L'empereur du Saint-Empire romain germanique Lothaire de Supplinbourg (1075-1137) y est mort.